# Zuidoostlob
De Zuidoostlob is het gebied tussen wijk de Omval en AMC langs de gemeentegrens van Amsterdam.
De naam Zuidoostlob is afgeleid van de vorm van Amsterdam: die vorm lijkt enigszins op een hand met gespreide vingers (de vingers zijn de bebouwde gedeelten: de lobben) en open ruimten tussen de vingers (de open ruimte worden de scheggen genoemd). Op die manier is er een Amstelscheg tussen de Zuidoostlob en de Amstelveense lob, een Diemerscheg tussen de Zuidoostlob en IJburg (ooit Nieuw Oost geheten) etc.
Het project Zuidoostlob had een eigen projectbureau dat nu opgeheven is. Het projectbureau is opgegaan in Ontwikkelingsbedrijf Gemeente Amsterdam (OGA). De huidige naam is: dienst Grond en Ontwikkeling.
Het gebied kenmerkt zich door vrije tijd en horeca, met onder andere de Johan Cruijff ArenA en de Ziggo Dome. De Zuidoostlob bestaat uit vijf deelgebieden met verschillende projecten die sterk van elkaar verschillen qua omvang en programma. Daarnaast zijn de deelgebieden niet tegelijk in uitvoering en werken private en publieke partijen op verschillende manieren samen. Het gebied bestaat uit Overamstel, Amsterdam-Duivendrecht, de Bijlmermeer, Gaasperdam en Amstel III welke laatste drie onderdeel uit maken van het stadsdeel Amsterdam-Zuidoost. 